# Dwight D. Eisenhower
Dwight David Eisenhower (Denison, Texas, 14 oktober 1890 – Washington D.C., 28 maart 1969) was een Amerikaans generaal en politicus. Hij was de opperbevelhebber/General of the Army (vijfsterrengeneraal) van de Geallieerde strijdkrachten in Europa tijdens de Tweede Wereldoorlog en de 34e president van de Verenigde Staten (1953-1961).

## Levensloop
Dwight groeide op in Abilene (Kansas) als derde van zeven zonen in het doopsgezinde gezin van David Jacob Eisenhower (1863–1942) en Ida Elizabeth Stover (1862–1946). Hij heette oorspronkelijk David Dwight Eisenhower, maar de twee voornamen werden al spoedig verwisseld, omdat de naam David vaker voorkwam in de familie. De naam Dwight was een vernoeming naar de bekende evangelist Dwight Moody. De jongens werden vaak 
Ike genoemd, een verkorting van de achternaam Eisenhower. Dwight heeft die koosnaam levenslang gehouden en bij zijn verkiezingscampagne was de slogan “I like Ike”. Zijn voorvader Hans Nicolas Eisenhauer, die uit Karlsbrunn in het huidige Duitse Saarland stamt, was in 1741 met zijn familie naar Lancaster (Pennsylvania) geëmigreerd. In 1892 trokken Eisenhowers vader en moeder naar Abilene (Kansas), waar hij in 1909 afstudeerde aan de Abilene High School. Zijn verdere opleiding genoot hij op West Point, de bekende militaire academie, waar hij afstudeerde in The class the stars fell on. Toen hij gestationeerd werd in Texas ontmoette hij Geneva Doud (1896–1979), met wie hij in 1916 trouwde. Samen kregen zij twee kinderen. De oudste zoon, Doud Dwight Eisenhower (1917–1921), stierf als driejarige kleuter aan roodvonk. De jongste, John Sheldon Doud Eisenhower (1922–2013), bracht het tot brigadegeneraal van de reserve en was daarna van 1969 tot 1971 ambassadeur van de Verenigde Staten in België.

### Militaire loopbaan
In de Eerste Wereldoorlog werkte hij in de leiding van het Amerikaanse trainingskamp voor oorlogvoering voor tanks. In die tijd raakte hij zeer geïnteresseerd in gemechaniseerde oorlogvoering, onder meer door zijn discussies met George Patton en andere collega's. Hun ideeën werden echter sterk afgekeurd door hun oudere, superieure generaals. Na de Eerste Wereldoorlog vervulde hij als majoor veel staffuncties. Onder andere werkte hij voor de generaals John J. Pershing en Douglas MacArthur. Ook was hij tussen de twee wereldoorlogen vier jaar verbonden aan het bureau van de onderminister van Oorlog. In het midden van die jaren diende hij in de Filipijnen, waar hij, na zestien jaar als majoor te hebben gefunctioneerd, in 1936 werd benoemd tot luitenant-kolonel. In juni 1941 werd hij benoemd tot stafchef van het 3de Amerikaanse leger van Walter Krueger, dat toen gelegerd was in de buurt van San Antonio, Texas. In september 1941 kreeg hij promotie tot brigadegeneraal. Na Pearl Harbor haalde generaal George C. Marshall hem naar Washington om leiding te geven aan de afdeling die plannen opstelde om Duitsland en Japan te verslaan. In 1942 werd hij benoemd tot commanderend generaal van de Amerikaanse strijdkrachten op het Europese strijdtoneel. In november 1942 leidde hij de Amerikaanse landingstroepen tijdens de gezamenlijke Brits-Amerikaanse invasie in Noord-Afrika, het eerste belangrijke geallieerde offensief in de Tweede Wereldoorlog. Het jaar daarop voerde Eisenhower met succes de invasie op Sicilië aan. Italië kwam later datzelfde jaar nog aan de beurt. 
Hij onderhandelde een wapenstilstand met de Italiaanse regering in de late zomer en herfst van 1943, nadat premier Pietro Badoglio en koning Victor Emmanuel III Benito Mussolini hadden afgezet. De gevechten die Italië tegen het Duitse leger in Italië duurden echter tot in 1945. Hij werd toen benoemd tot opperbevelhebber van de geallieerde invasie van West-Europa.
Na afloop van de oorlog in Europa voerde Eisenhower het bevel over de troepen die Duitsland bezetten en was hij tevens Chef van de Staf van het Amerikaanse leger. Net als Douglas MacArthur ontving ook Dwight D. Eisenhower vijfmaal de Army Distinguished Service Medal. Na de capitulatie werden tussen één en twee miljoen gecapituleerde Wehrmacht-soldaten gevangen gezet in de z.g. "Rheinwiesenlager", waar zij niet voldoende voedsel en medische verzorging kregen. De meeste schattingen van het aantal slachtoffers in deze kampen variëren van 3.000 tot 10.000. Als antwoord op de verwoesting van Duitsland liet Eisenhower Amerikaans voedsel en medicijnen naar het land komen.

#### Graden en opdrachten
Dwight David Eisenhower was na zijn studies in militaire dienst van 1915 tot en met 1952 en doorliep alle rangen als officier in het Amerikaanse leger, met daarbij de meest uiteenlopende opdrachten.
| Rang | Functie |
| --- | --- |

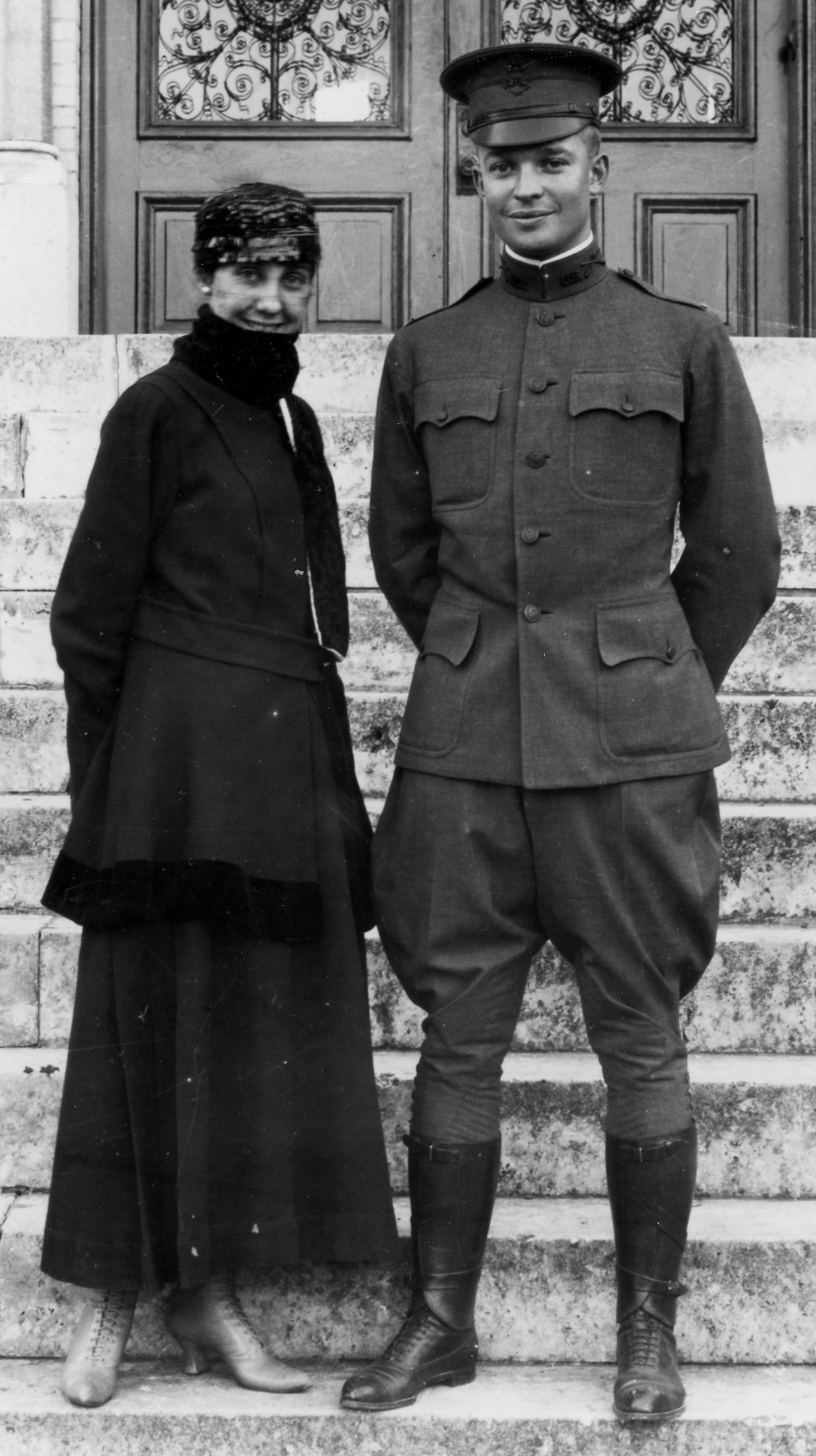
Eisenhower en echtgenote Mamie in 1916

| - 1915: Second Lieutenant - 1916: First Lieutenant - 1917: Captain - 1918: Major (tijdelijk omwille van WO I) - 1918: Lieutenant Colonel (tijdelijk omwille van WO I) - 1924: Major - 1936: Lieutenant Colonel - 1941: Colonel - 1941: Brigadier General (1 ster) - 1942: Major General (2 sterren) - 1942: Lieutenant General (3 sterren) - 1943: General (4 sterren) - 1944: General of the Army (5 sterren) De opeenvolgende functies vanaf WO II - Commanding General, European Theater of Operations - Commander-in-Chief, Allied Forces in North Africa - Supreme Commander Allied Expeditionary Force in Western Europe - Military Governor of the U.S. Occupation Zone in Germany - Chief of Staff of the United States Army - Supreme Allied Commander Europe (NAVO) | - Hij begint aan zijn militaire opleiding aan West Point op 1 juli 1911. - Einde van zijn opleiding op 12 juni 1915 als onderluitenant. - Van 1915 tot 1917 in dienst als onderluitenant bij de 19th Infantry in Fort Sam in Houston (Texas). - Tot september 1917 in dienst bij de 57th Infantry in Leon Springs (Texas). - Tot december 1917 wordt hij instructeur bij het officierentrainingskamp in Fort Oglethorpe, Georgia. - Tot februari 1918 instructeur bij de Army Service Schools, Fort Leavenworth in Kansas. - In maart 1918 heeft hij de leiding over het 65th Battalion Engineers in Fort Meade (Maryland). - Commandant van Camp Colt, Pennsylvania, een tanktrainingscenter (1918). Hij ontvangt er de Distinguished Service Medal (1918). - Commandant van het Tank Corps in Camp Dix (New Jersey), tot december 1918. - Commandant van het Tank Corps Troops in Fort Benning (Georgia), 1919. - Commandant van verschillende tankbataljons in Fort Meade, Maryland. Hij behaalde er een graad in de Infantry Tank School (1922). - Stafchef van generaal Fox Conner in Camp Gaillard, de bevelhebber in de Panamakanaalzone (1924). - Opdracht als officier in het hoofdkwartier van het Third Corps Area, Baltimore (1924). - In dienst als recruteringsofficier in Fort Logan, Colorado (1925). - Gaat vanaf 1925 studeren in de Command and General Staff School, Leavenworth (Kansas) en wordt er de primus van zijn promotie, die bestond uit 245 kandidaten (1926). - In 1926 vervoegt hij de 24th Infantry in Fort Benning, Georgia. - Vanaf 1927 is hij actief in Washington bij de American Battle Monuments Commission, generaal John J. Pershing is dan voorzitter van de organisatie. - In 1928 promoveert hij aan het Army War College. - In 1929 doet Ike een opdracht in Parijs voor de American Battle Monuments Commission. - Van 1929 tot 1933 Assistant Executive in the Office of the Assistant Secretary of War (Patrick Jay Hurley en diens opvolger Frederick Huff Payne), Eisenhower promoveert ondertussen aan het Army Industrial College. - Van 1933 tot 1935 werkzaam bij de diensten van de Chief of Staff of the United States Army generaal Douglas MacArthur. - Van 1935 tot 1939 assistent van diezelfde MacArthur bij het Gemenebest van de Filipijnen. - In 1940 vervoegt hij de 15th Infantry in Fort Ord in Californië en Fort Lewis in Washington. - Eind 1940 stafchef van de 3th Division in Fort Lewis. - In 1941 stafchef van het Third Army in San Antonio (Texas). - In het voorjaar van 1942 wordt hij betrokken bij de voorbereiding van de geallieerde acties tegen Duitsland en Japan. - Deputy Chief in charge of Pacific Defenses, onder de leiding van generaal Leonard T. Gerow. - Chief of the War Plans Division, als opvolger van generaal Leonard T. Gerow. - Assistant Chief of Staff in charge of the new Operations Division, onder de leiding van generaal George Marshall. - 1942-1945: Commanding General of U.S. Army Europe. - 1942: in november leidde hij de Amerikaanse landingstroepen tijdens de gezamenlijke Brits-Amerikaanse invasie in Noord-Afrika. - 1943: Eisenhower had in juli de leiding bij de landing op Sicilië - 1944: opperbevelhebber van de geallieerden bij de landing in Normandië - 1945: militair gouverneur van het Amerikaanse zone in het bezette Duitsland. - 1945-1948: Chief of Staff of the United States Army - 1951-1952: de eerste opperbevelhebber van de NAVO-troepen in Europa. |

### Burgerleven

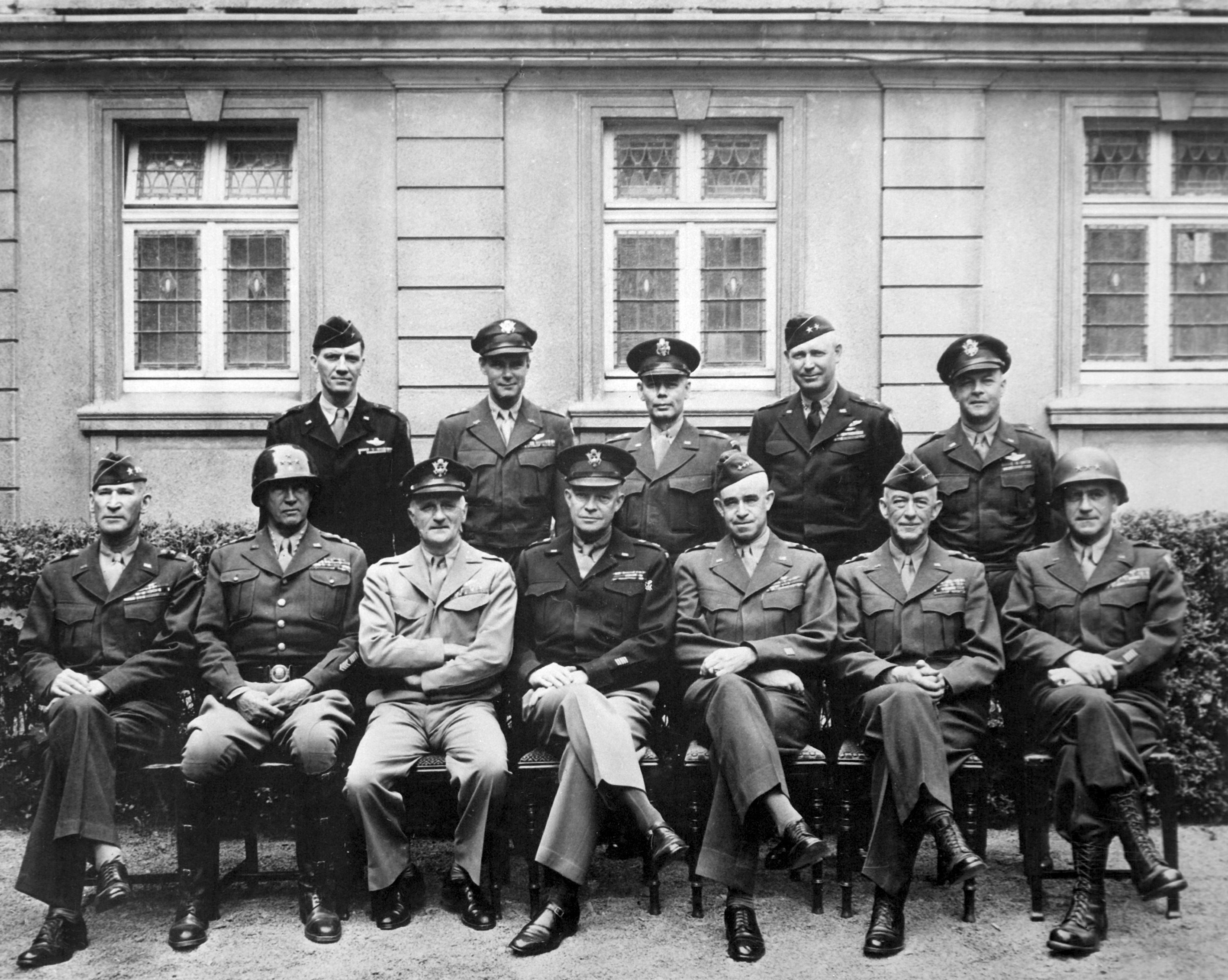
Eisenhower (midden, zittend) met andere Amerikaanse generaals waaronder George Patton en Omar Bradley, 1945

In 1948 legde hij zijn militaire functies neer en werd president van de Columbia-universiteit van New York. Deze terugkeer naar het burgerleven bracht Eisenhower niet meteen in de politiek. Hij weigerde aanbiedingen voor de Republikeinse kandidatuur voor het presidentschap en verliet in december 1950 de universiteit om de eerste opperbevelhebber van de NAVO te worden.

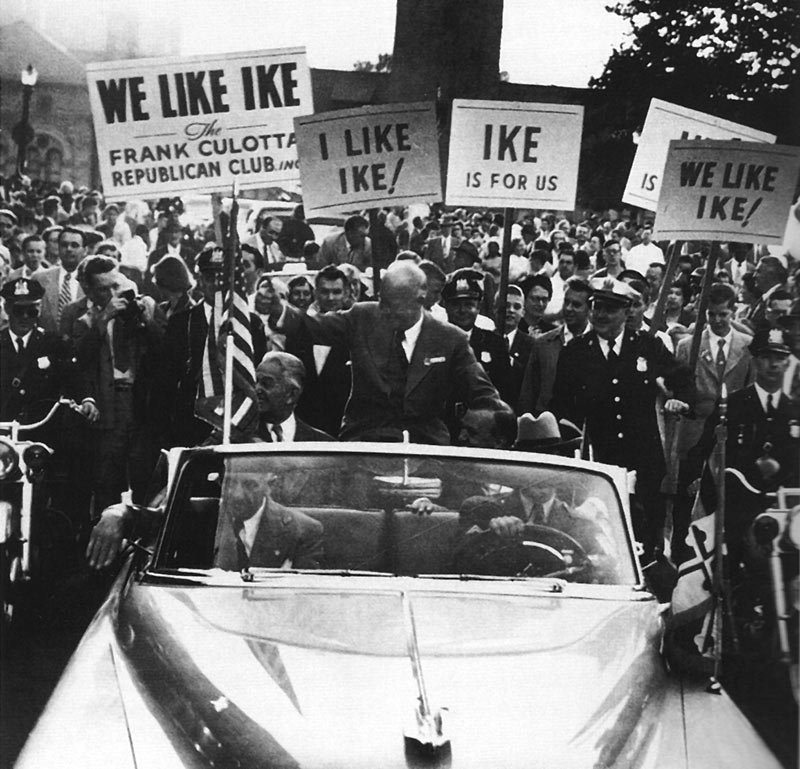
Campagne voor het presidentschap in Baltimore, september 1952

Bij de presidentsverkiezingen van 1952 zou de zittende president Harry S. Truman zich niet herkiesbaar stellen. In de zoektocht naar een opvolger werd Eisenhower in de herfst van 1951 door Truman benaderd met de vraag of hij belangstelling had voor de Democratische kandidatuur. Eisenhower reageerde ontwijkend, maar toen hij zich een paar maanden later liet inschrijven voor de Republikeinse primary in New Hampshire, kende Truman zijn antwoord. De generaal zwichtte nu voor de Grand Old Party en won de Republikeinse nominatie van de conservatieve Robert Taft. Intussen had  president Truman een geschikte kandidaat gevonden in de door intellectuelen op handen gedragen Adlai Stevenson, de gouverneur van de staat Illinois. Die verklaarde zich na enig aandringen bereid om voor de Democratische partij op te komen. Eisenhower versloeg Stevenson echter met grote meerderheid.

### Presidentschap

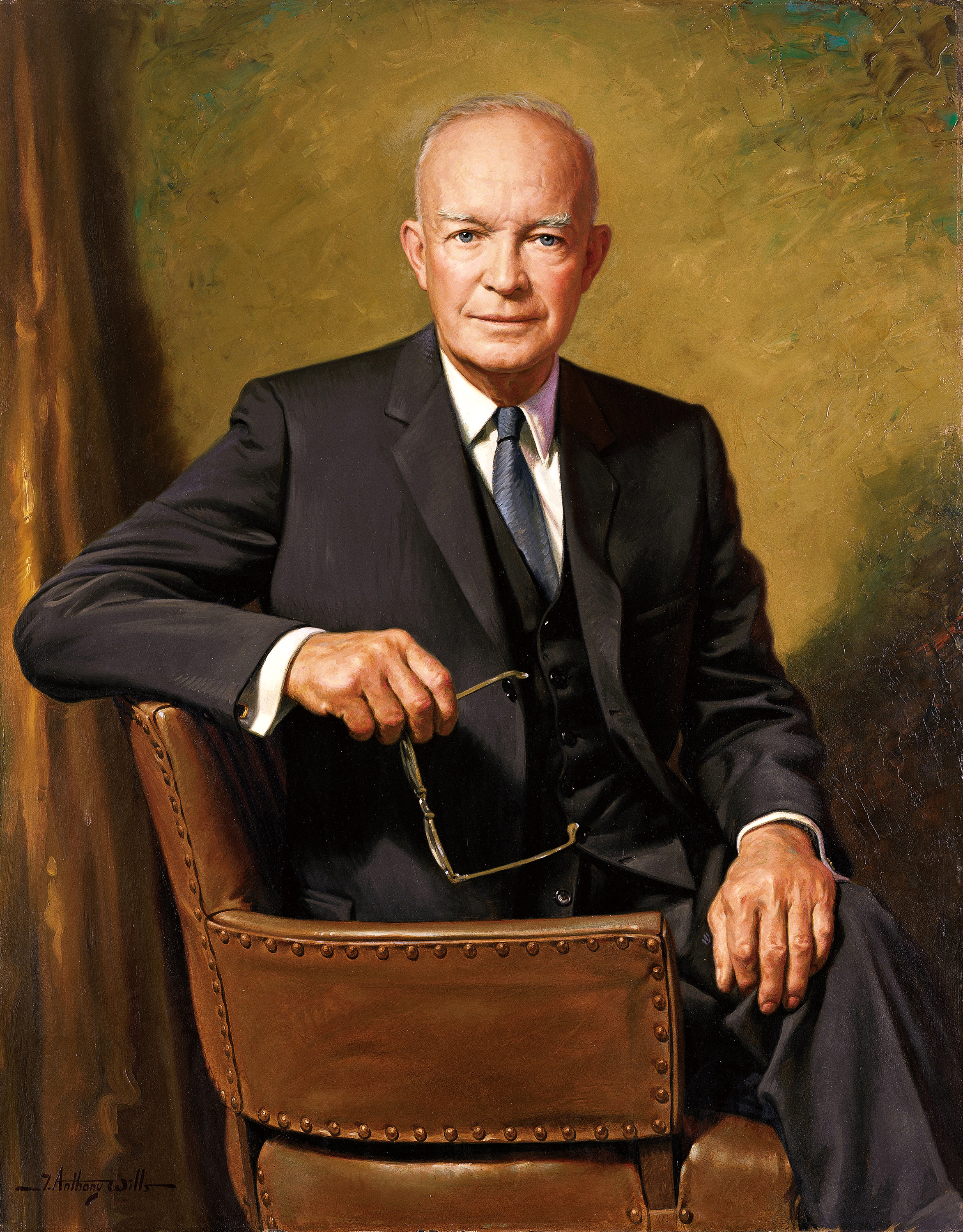
Officieel portret tijdens zijn presidentschap van de VS (1953-1961)

Ofschoon Eisenhower de belastingen verlaagde en hoopte de rol van de federale regering te kunnen inperken, leidden de spanningen in de wereld gedurende de Koude Oorlog ertoe dat hij grote budgetten voor militaire doeleinden moest vragen. Het waren de hoogste die ooit in vredestijd aan het Congres waren voorgelegd. Eisenhower won ook de verkiezingen van 1956, met een zo mogelijk nog grotere overwinning op Stevenson.
Eisenhower was geschokt door de Holocaust, maar zei dat hij de oprichting van Israël niet zou hebben gesteund als hij president was geweest in 1948. Maar nu deze staat eenmaal was gevestigd "moeten we ermee leven". Tijdens de ambtsperiode van Eisenhower hebben een paar incidenten de relatie tussen de VS en Israël onder druk gezet: het Israëlische irrigatieproject van de Jordaan, het bloedbad van Qibya en de Suezoorlog. Geleidelijk aan werd de relatie diplomatiek vriendelijk.
Eisenhower was het niet eens met het Israëlische project om Jordaanwater af te voeren naar Israël. Er was een begin van voornemen om financiële hulp voor dat land in te houden (zonder dat de buitenwereld dat zou weten). Uitgerekend toen kwam medio oktober 1953 het door een Israëlische eenheid 101 onder leiding van Ariel Sharon aangerichte bloedbad in Qibya (waarbij 60/69 ? inwoners vermoord werden). Dit was bedoeld als represaille voor de moord op twee inwoners van het Joodse plaatsje Jehud. Het maakte Eisenhowers ongenoegen compleet.
Drie jaar later was er de Suezcrisis van 1956: Eisenhower maakt een eind aan de samenzwering van het Verenigd Koninkrijk, Frankrijk en Israël van wie de legers in Egypte doordrongen. Hij dwong Israël de Sinaï te verlaten.
De ophef in de VS over het bloedbad in Qibya was voor vrienden van Israël in de VS en Israëliërs reden om Israël in de VS te gaan verdedigen. De Israël-lobby (die we nu kennen onder de naam AIPAC) ontstond. De regering Eisenhower verdacht deze eerste lobby-club ervan dat ze betaald werd door Israël en wilde dat niet. Daarop kreeg de groep contributie betalende leden.
In 1957 nam Eisenhower een gedenkwaardige beslissing op het gebied van de sociale politiek. Hij forceerde een uitspraak van het Hooggerechtshof die ervoor moest zorgen dat de gescheiden scholen voor blanken en zwarten werden opgeheven. Gouverneur Orval Faubus van de staat Arkansas riep de Nationale Garde te hulp om te voorkomen dat blank en zwart dezelfde school bezochten in staatshoofdstad Little Rock. Eisenhower stuurde er federale troepen op af.
Na de dood van de Sovjetleider Stalin zocht Eisenhower in 1953 naar mogelijkheden voor ontspanning in de Koude Oorlog met de landen achter het IJzeren Gordijn. Hij was aan de macht gekomen op het hoogtepunt van de heksenjacht op communisten, die geleid werd door senator Joseph McCarthy. Bovendien was Eisenhowers minister van Buitenlandse Zaken, John Foster Dulles, bezeten van de bestrijding van wat hij noemde de bedreiging van de wereld door het revolutionaire communisme. De Verenigde Staten steunden daarom de nationalistisch-Chinese regering van Chiang Kai-shek op Taiwan tegen het China van Mao Zedong en vergrootten de steun aan het corrupte regime in Zuid-Vietnam, kwamen met militaire en economische steun dictatoriale regimes in het Midden-Oosten te hulp en verzetten zich tegen president Nasser van Egypte.
De internationale spanning nam af toen Eisenhower in 1959 de Sovjetleider Chroesjtsjov op staatsbezoek ontving. Een afgesproken tegenbezoek werd door de Russen boos afgezegd, nadat een Amerikaans U2-verkenningsvliegtuig boven Russisch grondgebied was neergehaald, waarbij de piloot Gary Powers gevangengenomen werd. Maar ondanks de spanningen kan Eisenhowers presidentschap achteraf toch gezien worden als een periode van betrekkelijke internationale vrede en welvaart in Amerika zelf. De Koreaanse Oorlog eindigde in feite in 1951, al vochten de strijdende partijen tot 1953, het jaar van de wapenstilstand, bitter door.

### Na het presidentschap
In 1961 mocht Eisenhower zich na twee termijnen niet meer beschikbaar stellen voor het presidentschap. In zijn afscheidsrede waarschuwde hij voor het militair-industrieel complex. Hij werd opgevolgd door de Democraat John F. Kennedy. Hij wijdde zich vervolgens aan het schrijven van zijn memoires. In het voorjaar van 1969 overleed Dwight D. Eisenhower op 78-jarige leeftijd in een ziekenhuis in Washington. Tijdens de rouwdienst in Washington National Cathedral noemde president Richard Nixon, die acht jaar lang Eisenhowers vice-president geweest was, hem "de meest bewonderde en gerespecteerde man ter wereld". Hij ligt begraven op het terrein van zijn presidentiële bibliotheek in Abilene, die in 1962 geopend werd. Zijn vrouw Mamie werd na haar dood in 1979 naast hem begraven. Het supervliegdekschip USS Dwight D. Eisenhower (CVN-69) uit de Nimitzklasse werd in 1977 naar hem vernoemd. Het Eisenhower Executive Office Building is in 1999 naar hem genoemd. De Wichita Dwight D. Eisenhower National Airport in Wichita, Kansas, werd in 2014 naar hem genoemd.

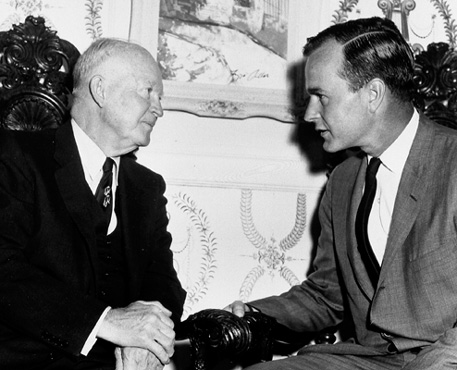
Eisenhower met toekomstig president George H.W. Bush

## Kabinetsleden onder Eisenhower
| Leden              | Ministerie                           | Periode     | Bijzonderheden                                                                 |
| ------------------ | ------------------------------------ | ----------- | ------------------------------------------------------------------------------ |
| John Foster Dulles | Buitenlandse Zaken                   | 1953 - 1959 |                                                                                |
| Douglas McKay      | Binnenlandse Zaken                   | 1953 - 1956 |                                                                                |
| Charles Wilson     | Defensie                             | 1953 - 1957 |                                                                                |
| Sinclair Weeks     | Economische Zaken                    | 1953 - 1958 |                                                                                |
| George Humphrey    | Financiën                            | 1953 - 1957 |                                                                                |
| Oveta Culp Hobby   | Gezondheidszorg, Onderwijs & Welzijn | 1953 - 1955 |                                                                                |
| Herbert Brownell   | Justitie                             | 1953 - 1957 |                                                                                |
| Ezra Taft Benson   | Landbouw                             | 1953 - 1961 |                                                                                |
| Arthur Summerfield | Posterijen                           | 1953 - 1961 |                                                                                |
| Martin Durkin      | Arbeid                               | 1953        |                                                                                |
| James Mitchell     | Arbeid                               | 1953 - 1961 |                                                                                |
| Marion Folsom      | Gezondheidszorg, Onderwijs & Welzijn | 1955 - 1958 |                                                                                |
| Frederick Seaton   | Binnenlandse Zaken                   | 1956 - 1961 |                                                                                |
| Neil H. McElroy    | Defensie                             | 1957 - 1959 |                                                                                |
| Robert Anderson    | Financiën                            | 1957 - 1961 |                                                                                |
| William P. Rogers  | Justitie                             | 1957 - 1961 | Minister van Buitenlandse Zaken onder Nixon                                    |
| Lewis Strauss      | Economische Zaken                    | 1958 - 1959 |                                                                                |
| Arthur Flemming    | Gezondheidszorg, Onderwijs & Welzijn | 1958 - 1961 |                                                                                |
| Christian Herter   | Buitenlandse Zaken                   | 1959 - 1961 | Secretaris van de Amerikaanse delegatie op de vredesconferentie van Versailles |
| Thomas Gates       | Defensie                             | 1959 - 1961 |                                                                                |
| Frederick Mueller  | Economische Zaken                    | 1959 - 1960 |                                                                                |

## Onderscheidingen
- Lijst van onderscheidingen van Dwight D. Eisenhower